# Lqliâa
Lqliâa è una città del Marocco, nella prefettura di Inezgane-Aït Melloul, nella regione di Souss-Massa.
La città è anche conosciuta come al-Qalyaʿah.